# ويليام بي بيدل
ويليام بي بيدل (بالإنجليزية: William P. Biddle) هو ضابط أمريكي، ولد في 15 ديسمبر 1853 في فيلادلفيا في الولايات المتحدة، وتوفي في 25 فبراير 1923 في نيس في فرنسا.